# Angelo della pace (Mannheim)
L'Angelo della Pace a Mannheim è un memoriale per le vittime della Germania nazista e della seconda guerra mondiale, creato nel 1951-1952 dallo scultore Gerhard Marcks. L'opera è conosciuta anche con i nomi Mannheimer Engel e Angel of Death; gli abitanti del posto chiamano la scultura Die schepp' Liesel.

## Storia

### Il dibattito
Nell'agosto 1949, l'Unione dei perseguitati del regime nazista fece richiesta di una targa commemorativa per il combattente della resistenza, Lechleiter, e gli altri giustiziati con lui a Georg-Lechleiter-Platz. Nel corso del dibattito sulla mozione, la cerchia delle vittime del nazismo menzionata nella targa commemorativa venne allargata a tutti coloro che furono perseguitati per motivi politici, religiosi o razziali, agli incarcerati nei campi di concentramento, ai deportati da Mannheim e a coloro che morirono altrove. Questa motivazione venne approvata dal VVN.
Nell'agosto del 1950, il sindaco socialdemocratico Hermann Heimerich volle che fossero incluse le vittime della guerra mondiale; ha anche messo in dubbio l'idoneità di Lechleiter-Platz a Schwetzingerstadt. Heimerich si impegnò per una giornata di commemorazione unica per la lotta contro i nazisti e per tutte le vittime civili e militari della guerra, affermando che era un obbligo per il rinnovamento politico e per la pacificazione. Alla fine del 1950, il sindaco propose un monumento a Schillerplatz, nel centro della città.
Le idee di Heimerich vennero sostenute dalla CDU e dalla SPD. Il consiglio della CDU e Florian Waldeck, perseguitato dai nazisti, sostennero che davanti alla maestà della morte le barriere dei partiti politici dovrebbero cadere. La consigliera del KPD, Anette Langendorf, il cui marito era stato giustiziato come membro del gruppo Lechleiter e che lei stessa era stata imprigionata nel campo di concentramento, ha tenuto una posizione contraria sostenendo un memoriale per le vittime della guerra ma sottolineando che tra le vittime della guerra "c'erano persone che sono partite in guerra con grande vigore ed entusiasmo per Hitler e che volevano esattamente l'opposto di ciò per cui i combattenti della resistenza hanno sacrificato volontariamente la loro vita". L'idea di una memoria comune ha causato notevoli conflitti tra la gente di Mannheim, in particolare per le associazioni militari.
Il consiglio comunale stanziò i fondi per un memoriale alle vittime degli anni dal 1933 al 1945; una domanda del KPD per una targa commemorativa a Lechleiter-Platz fu bloccata e non ebbe possibilità di essere realizzata, nonostante fu ripetuto un tentativo nel 1952.

### Realizzazione dell'opera
All'inizio del 1951 la città incaricò Gerhard Marcks, uno dei più importanti scultori tedeschi dell'epoca, di progettare il monumento. Marcks era stato diffamato dai nazisti nella mostra "Arte degenerata". Dopo la liberazione, Marcks creò il memoriale Fahrt über den Styx nel cimitero di Amburgo-Ohlsdorf e i suoi disegni dovevano essere basati sulla sua scultura Die Trauernde di Colonia.
Marcks ha scelto il motivo di un angelo: le sue idee si basavano sull'antica mitologia persiana, secondo la quale l'angelo dell'uomo è il figlio che sorvola la terra nell'ultimo giorno. Lo scultore aveva già realizzato due sculture di angeli nel 1937 e nel 1940. Quest'ultimo, creato sotto l'impressione della morte della sorella e con i tratti del suo volto, fu distrutto durante la guerra. Nella seconda metà degli anni '40, Marcks aveva realizzato diversi schizzi per figure angeliche, in cui si adoperava per una stilizzazione e un'ornamentazione più forti.
L'Angelo di Mannheim ha una struttura molto simile a un rilievo, ad eccezione della pelle completamente scolpita, e allarga le braccia davanti alle ali. L'inclinazione dell'asse verticale, insieme ai piedi rialzati, dà l'impressione di un angelo fluttuante; le ali e la veste dell'angelo sono disegnate con linee parallele, la sua mano sinistra è leggermente piegata all'indietro e la mano destra leggermente sollevata.
Il direttore della Mannheimer Kunsthalle, Walter Passarge, vide un "eccesso di sofferenza" nell'"espressione dolorosamente contenuta del temperamento austero con gli occhi enormi e 'incantatori'". Insieme all'iscrizione - "Es mahnen die Toten" e "1939-1945" - è un appassionato promemoria per i sopravvissuti. Secondo lo storico Christian Peters, l'angelo affascina l'osservatore, ed al tempo stesso ne impedisce una rapida identificazione. La combinazione di ispirazione artistica, seria ammonizione e messaggio politico è ciò che rende il monumento così speciale. La scritta "includeva e non escludeva"; ha chiarito "che il 1945 non sarebbe stato concepibile senza il 1933".
Il sindaco Heimerich e i consiglieri comunali di Mannheim erano inizialmente scettici sul progetto di Marcks, che in seguito lasciò il posto all'approvazione e all'ammirazione. Un consigliere locale pensava che l'angelo avrebbe dato vita ad un memoriale che sarebbe stato un simbolo per Mannheim ed un serio promemoria per la popolazione per i secoli a venire. Nell'aprile 1952, l'amministrazione di Mannheim ha votato all'unanimità per l'acquisto dell'opera d'arte. La figura dell'angelo alta tre metri è stata fusa nell'estate del 1952 dal fonditore di bronzo Schmäke di Düsseldorf, e all'inizio di novembre è stata collocata su una base in arenaria alta due metri nella piazza B4 accanto alla Chiesa dei Gesuiti.

### Inaugurazione
L'Angelo della Pace è stato inaugurato il 16 novembre 1952, durante la Giornata Nazionale del Lutto. Di fronte a circa 5000 visitatori, il sindaco Heimerich ha fatto riferimento al significato storico di Schillerplatz come la "piazza probabilmente più venerabile" della città insieme alla posizione prebellica del Teatro Nazionale di Mannheim, il luogo della prima de "I masnadieri" di Schiller, in cui il poeta aveva giustapposto l'ideale della nobile umanità con la tirannia. Heimerich ha fornito il numero dei soldati, sia caduti che dispersi, di stanza a Mannheim, dei civili uccisi nei raid aerei e degli ebrei deportati da Mannheim. Ha ricordato i combattenti della resistenza come il Gruppo Lechleiter e ha commemorato i rifugiati e gli espulsi che erano venuti a Mannheim dopo la fine della guerra.
Il cancelliere federale Konrad Adenauer ha quindi tenuto un breve discorso generale. Ha iniziato il suo discorso con l'affermazione dello storico Hans-Joachim Hirsch, "la realtà dell'Olocausto nella celebrazione":
(—  Rabbino di Stato Robert Raphael Geis)
In seguito, sono intervenuti il vescovo Julius Binder e il protonotario apostolico Wilhelm Reinhard in qualità di rappresentanti dell'arcivescovo di Friburgo, il rabbino Robert Raphael Geis.
Negli eventi che hanno preceduto la cerimonia c'erano stati dei conflitti tra i due organizzatori, la città e il Volksbund Deutsche Kriegsgräberfürsorge. La Volksbund Deutsche Kriegsgräberfürsorge ha insistito per un raduno in ritardo al cimitero principale di Mannheim. L'amministrazione cittadina ha dato l'impressione che il Volksbund fosse "a disagio" nel collegamento tra la commemorazione delle tombe di guerra e le vittime politiche. In una lettera alla Commissione per le tombe di guerra, il sindaco Heimerich dichiarò di aver considerato a lungo il fatto che i giorni di commemorazione per i vari gruppi di vittime fossero "considerati in giorni diversi e sotto diversi aspetti" come una lamentela, ma non riusciva a convincere la Commissione a cambiare idea.

## Memoriale
Nel 1953 si svolse, in forma ridotta, presso l'Angelo della Pace, la commemorazione della Giornata nazionale del lutto. Prima del Giorno della Memoria del 1954, le associazioni militari e dei rimpatriati dichiararono chiaramente di non voler essere menzionate alla cerimonia insieme agli ebrei e alle altre vittime del nazionalsocialismo. Quando l'amministrazione cittadina ha saputo che le associazioni militari stavano preparando una grande cerimonia nel cimitero, hanno annullato l'evento presso l'Angelo della Pace per non intensificare la separazione. Negli anni successivi, il servizio commemorativo, inizialmente organizzato dal solo Volksbund, assunse un carattere sempre più militare. Dal 1958 la città ha invitato il Volksbund e l'Arbeitsgemeinschaft soldiatischer Verbände, a cui apparteneva il Hilfsgemeinschaft auf Gegenseitigkeit der Angehörigen der ehemaligen Waffen-SS (HIAG), congiuntamente per l'evento al cimitero. Per lo storico Christian Peters, è "più di un semplice fastidio" che gli ex membri delle Waffen-SS abbiano invitato la popolazione di Mannheim, e quindi anche i sopravvissuti all'Olocausto, a un evento in cui erano ricordate anche le stesse vittime della persecuzione e della resistenza.
Nel decimo anniversario della fine della guerra, il 7 maggio 1955 si svolse un'"ora di riflessione" presso l'Angelo della Pace, alla quale il sindaco Heimerich invitò il teologo protestante Helmut Gollwitzer. Davanti a diverse migliaia di persone Gollwitzer ha avvertito: "Il ricordo è dovere e diritto anche se fa male". Per Gollwitzer l'Angelo della Pace si è opposto "contro la nostra fuga nell'oblio, con la quale vogliamo disfare quanto sia accaduto".
Dal 1954, una corona informale è stata deposta sull'Angelo della Pace in occasione della giornata di lutto nazionale. Nel maggio 1983, l'Angelo della Pace fu trasferito in un luogo meno prominente in piazza E6 vicino alla chiesa dell'ospedale, poiché a Schillerplatz dovevano essere eretti nuovi edifici residenziali. Secondo le informazioni degli anni '90, l'Angelo della Pace è servito come punto di partenza o di destinazione per le azioni del movimento per la pace o delle organizzazioni antifasciste.
Nel 2008, Sebastian Parzer ha affermato che Heimerich, in quanto perseguitato anche dai nazionalsocialisti, possedeva un "tatto diverso", evidente, ad esempio, nei suoi rapporti con la comunità ebraica di Mannheim. La sua idea di un luogo commemorativo centrale in città, legato all'Angelo della Pace, non poteva essere attuato. Secondo Hans-Joachim Hirsch, l'Angelo della Pace aveva già una "funzione importante nel commemorare gli orrori dell'epoca nazista" a causa della sua posizione di primo piano. Il tentativo di "integrare ampi strati della popolazione [deve] almeno in parte essere considerato un fallimento". Non solo la comunità ebraica deve essersi sentita ingannata dalla dedica generale dell'angelo, ha affermato Hirsch 2005.
Per Christian Peters ci si aspettava troppo con la speranza del rinnovamento, per il quale l'angelo dovrebbe stare in piedi. Il concetto di Heimerich era un tentativo di unire contraddizioni che non potevano essere unite nella realtà. L'emergere di associazioni di soldati e di rimpatriati aveva aumentato le difficoltà nell'instaurare una nuova tradizione di ricordo dei morti. "Il discorso delle vittime, la tematizzazione pubblica del ruolo speciale dei perseguitati, hanno disturbato il processo di integrazione di milioni di seguaci del nazionalsocialismo nella democrazia tedesca", ha affermato Peters nel 2001.
Già nel novembre 1954, la Rhein-Neckar-Zeitung ha visto l'Angelo della Pace "Cadere per il destino di isolamento intellettuale, senza la comunità che si raccoglie intorno ogni anno, si distingue nel vuoto, manca la funzione unificante”. Il sindaco Heimerich considerava il monumento, poco prima della fine del suo mandato nell'estate del 1955, come non ancora completamente assorbito dalla coscienza della popolazione. Disse a Helmut Gollwitzer che le associazioni dei soldati "distinguono tra eroi e vittime e non vogliono che i loro eroi siano nominati contemporaneamente alle vittime".